# Linda Kaparkalēja
Linda Kaparkalēja, född 14 september 2006 i Madona, är en lettisk längdskidåkare och rullskidåkare. Hon är yngre syster till den etablerade elitåkaren Lauris Kaparkalējs, och tävlar för skidklubben Madonas BJSS. Kaparkalēja är som många andra lettiska längdåkare en sprintspecialist.

## Karriär
Kaparkalēja inledde sin internationella karriär med att delta i juniorvärldscupen i rullskidor i Otepää i Estland i augusti 2022. Senare samma månad vann hon guld i juniorvärldsmästerskapen på rullskidor i teamsprint tillsammans med Samanta Krampe. 2023 deltog hon i European Youth Olympic Festival (EYOF) på snö i italienska Sappada, där hon tog sig vidare från prologen över 1,2 km sprint i klassisk stil och slutade tjugonia totalt. I samma mästerskap blev hon fyrtiofjärde kvinna över 7,5 kilometer i klassisk stil samt fyrtioetta i 5 kilometer i fri stil. 
Hon debuterade i Världsmästerskapen i nordisk skidsport år Världsmästerskapen i nordisk skidsport 2023 i Planica i Slovenien. I sprintkvalet blev hon åttionde kvinna och tog sig således inte vidare till final. Hon körde också 10 kilometer i fri stil med individuell start där hon blev åttiofyra. För att avsluta mästerskapet var hon en del av det kvinnliga lettiska lag som ställde upp i stafetten över 4x5 kilometer. Tillsammans med Kitija Auzina, Samanta Krampe och Patrīcija Eiduka så körde Kaparkalēja den tredje sträckan, en fristilssträcka, och laget slutade på trettonde plats av fjorton deltagande. Under sommaren 2023 tog Kaparkalēja guld på 0,2 kilometer sprint på rullskidor på hemmaplan i Madona under juniorvärldsmästerskapen.
År 2024 deltog Kaparkalēja återigen i European Youth Olympic Festival i sydkoreanska Gangwon där hon tog sig vidare till final i sprint men inte lyckades ta sig förbi sin kvartsfinal och blev till slut tjugotredje kvinna på tid. Hon avstod sedan övriga distanser.
Senare samma år körde hon Juniorvärldsmästerskapen i nordisk skidsport 2024 i Planica, men tog sig inte vidare från prologen. Hon körde också 20 kilometer masstart i fristil där hon blev femtionia samt deltog i mixedstafetten där det det lettiska laget slutade på en sjuttonde plats.
Den 17 mars 2024 tog hon sin första medalj på snö i nationella mästerskap då hon tog brons på 20 kilometer masstart i klassisk stil. Under sommaren 2024 tog hon många framskjutna placeringar i FIS-sanktionerade rullskidtävlingar.
Vintern 2025 deltog Kaparkalēja återigen i juniorvärldsmästerskapen, denna gång i Schilpario i Italien. Hon tog sig inte vidare från prologen i sprinten och körde få övriga distanser. Efter att ha tagit ett silver på de nationella mästerskapen i Sigulda på sprint över 1,3 kilometer i fri stil så deltog Kaparkalēja i sitt andra seniorvärldsmästerskap andra seniorvärldsmästerskap 2025 i Trondheim. Hon tog sig inte vidare från prologen i sprinten utan slutade sjuttiofemma. I damstafetten blev kom de lettiska laget på en sjuttonde plats med samma laguppställning från Planica, men med Adriana Suminska istället för den skadade Patricija Eiduka.
Som många andra lettiska skidåkare är Kaparkalēja vassare på rullskidor än på snö. Medan hon hörde hemma i den absoluta världseliten på rullskidor redan som artonåring så kunde hon inte konkurrera med sina jämnåriga från andra länder.